# Lontano (film)
Lontano (Loin) è un film del 2001 diretto da André Téchiné. La pellicola ha partecipato in concorso alla 58ª Mostra internazionale d'arte cinematografica di Venezia.